# Cynortula pedalis
Cynortula pedalis is een hooiwagen uit de familie Cosmetidae.